# Critérium du Dauphiné libéré 2007
La 59e édition du Critérium du Dauphiné libéré, inscrit au calendrier de l'UCI ProTour 2007, a eu lieu du 10 au 17 juin. Le Français Christophe Moreau a remporté pour la deuxième fois le Critérium du Dauphiné libéré.

## Présentation

### Équipes
19 équipes participent au Critérium du Dauphiné libéré.
| ProTeams (19)- AG2R Prévoyance - Astana - Bouygues Telecom - Caisse d'Épargne - Cofidis-Le Crédit par Téléphone - Crédit agricole - CSC - Discovery Channel - Euskaltel-Euskadi - Gerolsteiner - La Française des jeux - Lampre-Fondital - Liquigas - Team Milram - Predictor-Lotto - Quick Step-Innergetic - Rabobank - Saunier Duval-Prodir - T-Mobile |
| |

## Étapes

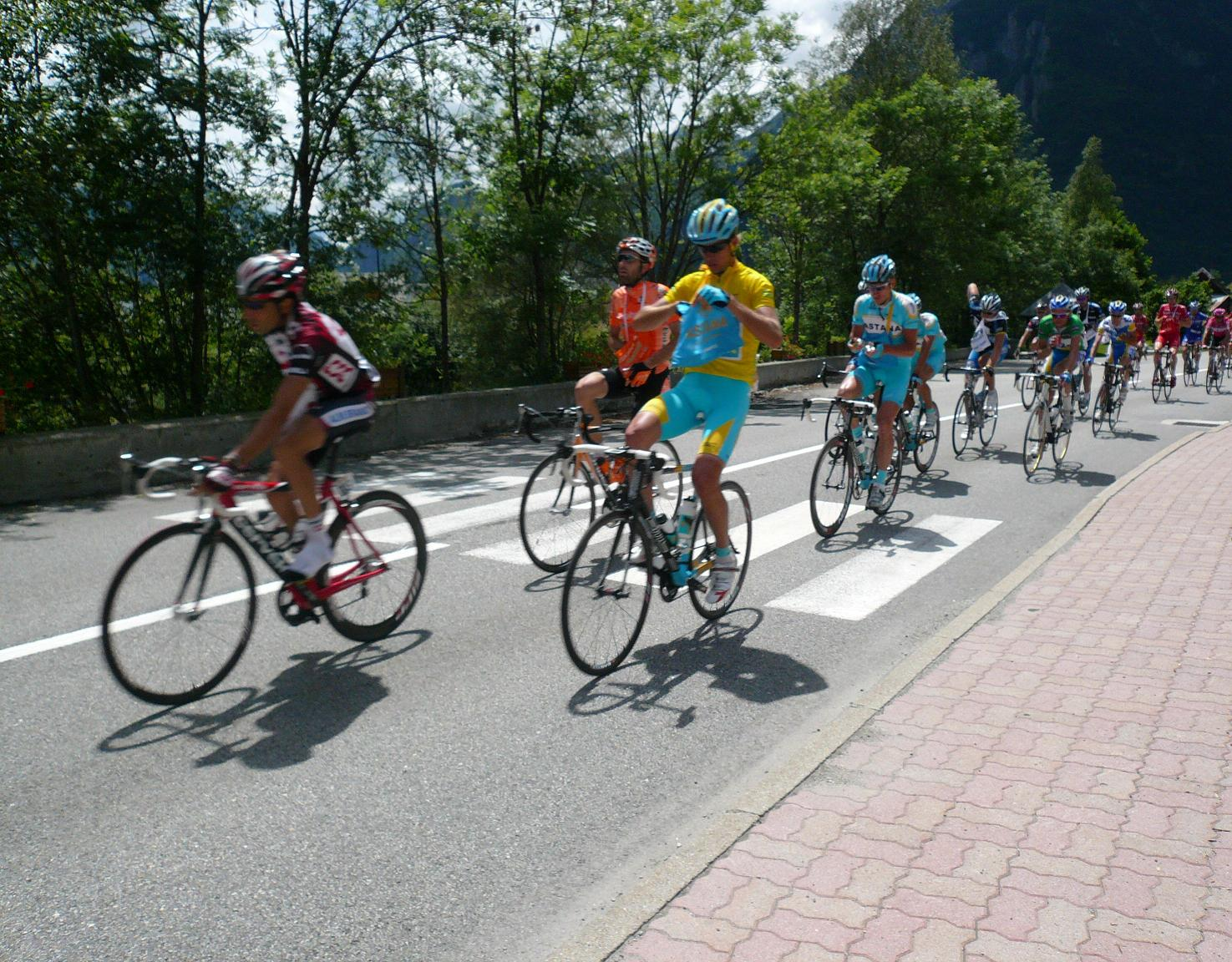
Peloton à Allemond, le 16 juin 2007, lors de l'étape Gap-Valloire, dans la zone de ravitaillement

| Étape     | Date    | Villes étapes                       | type                        | Distance (km) | Vainqueur d'étape    | Leader du classement général |
| --------- | ------- | ----------------------------------- | --------------------------- | ------------- | -------------------- | ---------------------------- |
| Prologue  | 10 juin | Grenoble – Grenoble                 | prologue                    | 4,2           | Bradley Wiggins      | Bradley Wiggins              |
| 1re étape | 11 juin | Grenoble – Roanne                   | étape de plaine             | 219           | Heinrich Haussler    | Bradley Wiggins              |
| 2e étape  | 12 juin | Saint-Paul-en-Jarez – Saint-Étienne | étape vallonnée             | 157           | Christophe Moreau    | Christophe Moreau            |
| 3e étape  | 13 juin | Anneyron – Anneyron                 | contre-la-montre individuel | 40,7          | Alexandre Vinokourov | Alexandre Vinokourov         |
| 4e étape  | 14 juin | Hauterives – mont Ventoux           | étape de montagne           | 197           | Christophe Moreau    | Andrey Kashechkin            |
| 5e étape  | 15 juin | Nyons – Digne-les-Bains             | étape de moyenne montagne   | 195           | Antonio Colom        | Andrey Kashechkin            |
| 6e étape  | 16 juin | Gap – Valloire                      | étape de montagne           | 198           | Maxim Iglinskiy      | Christophe Moreau            |
| 7e étape  | 17 juin | Valloire – Annecy                   | étape de moyenne montagne   | 129           | Alexandre Vinokourov | Christophe Moreau            |

## Les étapes

### Prologue
Le prologue s'est déroulé le 10 juin dans les rues de Grenoble sur une distance de 4,2 km. Il a été remporté par Bradley Wiggins, qui prend par la même occasion la tête du classement général.
| \| Classement de l'étape \| Classement de l'étape \| Classement de l'étape \| Classement de l'étape \| Classement de l'étape \| \| Coureur \| Coureur \| Pays \| Équipe \| Temps \| \| --------------------- \| --------------------- \| --------------------- \| ------------------------------- \| --------------------- \| \| 1er \| Bradley Wiggins \| Royaume-Uni \| Cofidis-Le Crédit par Téléphone \| 4 min 50 s \| \| 2e \| Levi Leipheimer \| États-Unis \| Discovery Channel \| + 1 s \| \| 3e \| Andrey Kashechkin \| Kazakhstan \| Astana \| + 2 s \| \| 4e \| George Hincapie \| États-Unis \| Discovery Channel \| + 2 s \| \| 5e \| Alejandro Valverde \| Espagne \| Caisse d'Épargne \| + 3 s \| \| 6e \| David Zabriskie \| États-Unis \| CSC \| + 3 s \| \| 7e \| Tom Boonen \| Belgique \| Quick Step-Innergetic \| + 4 s \| \| 8e \| Nick Nuyens \| Belgique \| Cofidis-Le Crédit par Téléphone \| + 5 s \| \| 9e \| Egoi Martínez \| Espagne \| Discovery Channel \| + 5 s \| \| 10e \| Sébastien Joly \| France \| La Française des jeux \| + 6 s \| |                    |             |                                 |            |
| |                    |             |                                 |            |
| |                    |             |                                 |            |
| Classement de l'étape |                    |             |                                 |            |
| Coureur | Coureur            | Pays        | Équipe                          | Temps      |
| 1er | Bradley Wiggins    | Royaume-Uni | Cofidis-Le Crédit par Téléphone | 4 min 50 s |
| 2e | Levi Leipheimer    | États-Unis  | Discovery Channel               | + 1 s      |
| 3e | Andrey Kashechkin  | Kazakhstan  | Astana                          | + 2 s      |
| 4e | George Hincapie    | États-Unis  | Discovery Channel               | + 2 s      |
| 5e | Alejandro Valverde | Espagne     | Caisse d'Épargne                | + 3 s      |
| 6e | David Zabriskie    | États-Unis  | CSC                             | + 3 s      |
| 7e | Tom Boonen         | Belgique    | Quick Step-Innergetic           | + 4 s      |
| 8e | Nick Nuyens        | Belgique    | Cofidis-Le Crédit par Téléphone | + 5 s      |
| 9e | Egoi Martínez      | Espagne     | Discovery Channel               | + 5 s      |
| 10e | Sébastien Joly     | France      | La Française des jeux           | + 6 s      |

| \| Classement général \| Classement général \| Classement général \| Classement général \| Classement général \| \| Coureur \| Coureur \| Pays \| Équipe \| Temps \| \| ------------------ \| ------------------ \| ------------------ \| ------------------------------- \| ------------------ \| \| 1er \| Bradley Wiggins \| Royaume-Uni \| Cofidis-Le Crédit par Téléphone \| 4 min 50 s \| \| 2e \| Levi Leipheimer \| États-Unis \| Discovery Channel \| + 1 s \| \| 3e \| Andrey Kashechkin \| Kazakhstan \| Astana \| + 2 s \| \| 4e \| George Hincapie \| États-Unis \| Discovery Channel \| + 2 s \| \| 5e \| Alejandro Valverde \| Espagne \| Caisse d'Épargne \| + 3 s \| \| 6e \| David Zabriskie \| États-Unis \| CSC \| + 3 s \| \| 7e \| Tom Boonen \| Belgique \| Quick Step-Innergetic \| + 4 s \| \| 8e \| Nick Nuyens \| Belgique \| Cofidis-Le Crédit par Téléphone \| + 5 s \| \| 9e \| Egoi Martínez \| Espagne \| Discovery Channel \| + 5 s \| \| 10e \| Sébastien Joly \| France \| La Française des jeux \| + 6 s \| |                    |             |                                 |            |
| |                    |             |                                 |            |
| |                    |             |                                 |            |
| Classement général |                    |             |                                 |            |
| Coureur | Coureur            | Pays        | Équipe                          | Temps      |
| 1er | Bradley Wiggins    | Royaume-Uni | Cofidis-Le Crédit par Téléphone | 4 min 50 s |
| 2e | Levi Leipheimer    | États-Unis  | Discovery Channel               | + 1 s      |
| 3e | Andrey Kashechkin  | Kazakhstan  | Astana                          | + 2 s      |
| 4e | George Hincapie    | États-Unis  | Discovery Channel               | + 2 s      |
| 5e | Alejandro Valverde | Espagne     | Caisse d'Épargne                | + 3 s      |
| 6e | David Zabriskie    | États-Unis  | CSC                             | + 3 s      |
| 7e | Tom Boonen         | Belgique    | Quick Step-Innergetic           | + 4 s      |
| 8e | Nick Nuyens        | Belgique    | Cofidis-Le Crédit par Téléphone | + 5 s      |
| 9e | Egoi Martínez      | Espagne     | Discovery Channel               | + 5 s      |
| 10e | Sébastien Joly     | France      | La Française des jeux           | + 6 s      |

### 1reétape
La première étape s'est déroulée le 11 juin.
Courue entre Grenoble et Roanne, l'étape est remportée par l'Allemand Heinrich Haussler au terme d'un sprint où il a notamment battu Tom Boonen.
| \| Classement de l'étape \| Classement de l'étape \| Classement de l'étape \| Classement de l'étape \| Classement de l'étape \| \| Coureur \| Coureur \| Pays \| Équipe \| Temps \| \| --------------------- \| --------------------- \| --------------------- \| ------------------------------- \| --------------------- \| \| 1er \| Heinrich Haussler \| Allemagne \| Gerolsteiner \| 5 h 35 min 05 s \| \| 2e \| Tom Boonen \| Belgique \| Quick Step-Innergetic \| + 0 s \| \| 3e \| Graeme Brown \| Australie \| Rabobank \| + 0 s \| \| 4e \| Sébastien Chavanel \| France \| La Française des jeux \| + 0 s \| \| 5e \| André Greipel \| Allemagne \| T-Mobile \| + 0 s \| \| 6e \| Thor Hushovd \| Norvège \| Crédit Agricole \| + 0 s \| \| 7e \| Sebastian Siedler \| Allemagne \| Team Milram \| + 0 s \| \| 8e \| Leonardo Duque \| Colombie \| Cofidis-Le Crédit par Téléphone \| + 0 s \| \| 9e \| Peter Wrolich \| Autriche \| Gerolsteiner \| + 0 s \| \| 10e \| Manuel Quinziato \| Italie \| Liquigas \| + 0 s \| |                    |           |                                 |                 |
| |                    |           |                                 |                 |
| |                    |           |                                 |                 |
| Classement de l'étape |                    |           |                                 |                 |
| Coureur | Coureur            | Pays      | Équipe                          | Temps           |
| 1er | Heinrich Haussler  | Allemagne | Gerolsteiner                    | 5 h 35 min 05 s |
| 2e | Tom Boonen         | Belgique  | Quick Step-Innergetic           | + 0 s           |
| 3e | Graeme Brown       | Australie | Rabobank                        | + 0 s           |
| 4e | Sébastien Chavanel | France    | La Française des jeux           | + 0 s           |
| 5e | André Greipel      | Allemagne | T-Mobile                        | + 0 s           |
| 6e | Thor Hushovd       | Norvège   | Crédit Agricole                 | + 0 s           |
| 7e | Sebastian Siedler  | Allemagne | Team Milram                     | + 0 s           |
| 8e | Leonardo Duque     | Colombie  | Cofidis-Le Crédit par Téléphone | + 0 s           |
| 9e | Peter Wrolich      | Autriche  | Gerolsteiner                    | + 0 s           |
| 10e | Manuel Quinziato   | Italie    | Liquigas                        | + 0 s           |

| \| Classement général \| Classement général \| Classement général \| Classement général \| Classement général \| \| Coureur \| Coureur \| Pays \| Équipe \| Temps \| \| ------------------ \| ------------------ \| ------------------ \| ------------------------------- \| ------------------ \| \| 1er \| Bradley Wiggins \| Royaume-Uni \| Cofidis-Le Crédit par Téléphone \| 5 h 39 min 55 s \| \| 2e \| Levi Leipheimer \| États-Unis \| Discovery Channel \| + 1 s \| \| 3e \| Andrey Kashechkin \| Kazakhstan \| Astana \| + 2 s \| \| 4e \| George Hincapie \| États-Unis \| Discovery Channel \| + 2 s \| \| 5e \| Alejandro Valverde \| Espagne \| Caisse d'Épargne \| + 3 s \| \| 6e \| David Zabriskie \| États-Unis \| CSC \| + 3 s \| \| 7e \| Tom Boonen \| Belgique \| Quick Step-Innergetic \| + 4 s \| \| 8e \| Nick Nuyens \| Belgique \| Cofidis-Le Crédit par Téléphone \| + 5 s \| \| 9e \| Egoi Martínez \| Espagne \| Discovery Channel \| + 5 s \| \| 10e \| Sébastien Joly \| France \| La Française des jeux \| + 6 s \| |                    |             |                                 |                 |
| |                    |             |                                 |                 |
| |                    |             |                                 |                 |
| Classement général |                    |             |                                 |                 |
| Coureur | Coureur            | Pays        | Équipe                          | Temps           |
| 1er | Bradley Wiggins    | Royaume-Uni | Cofidis-Le Crédit par Téléphone | 5 h 39 min 55 s |
| 2e | Levi Leipheimer    | États-Unis  | Discovery Channel               | + 1 s           |
| 3e | Andrey Kashechkin  | Kazakhstan  | Astana                          | + 2 s           |
| 4e | George Hincapie    | États-Unis  | Discovery Channel               | + 2 s           |
| 5e | Alejandro Valverde | Espagne     | Caisse d'Épargne                | + 3 s           |
| 6e | David Zabriskie    | États-Unis  | CSC                             | + 3 s           |
| 7e | Tom Boonen         | Belgique    | Quick Step-Innergetic           | + 4 s           |
| 8e | Nick Nuyens        | Belgique    | Cofidis-Le Crédit par Téléphone | + 5 s           |
| 9e | Egoi Martínez      | Espagne     | Discovery Channel               | + 5 s           |
| 10e | Sébastien Joly     | France      | La Française des jeux           | + 6 s           |

### 2eétape
La deuxième étape s'est déroulée le 12 juin.
Au départ de Saint-Paul-en-Jarez, la course prend un peu de hauteur avec la première étape accidentée. Après une attaque dans le dernier col, c'est Christophe Moreau qui s'impose à Saint-Étienne, prenant au passage le maillot jaune et bleu de leader.
| \| Classement de l'étape \| Classement de l'étape \| Classement de l'étape \| Classement de l'étape \| Classement de l'étape \| \| Coureur \| Coureur \| Pays \| Équipe \| Temps \| \| --------------------- \| --------------------- \| --------------------- \| ------------------------------- \| --------------------- \| \| 1er \| Christophe Moreau \| France \| AG2R Prévoyance \| 3 h 50 min 38 s \| \| 2e \| José Antonio Redondo \| Espagne \| Astana \| + 0 s \| \| 3e \| Alejandro Valverde \| Espagne \| Caisse d'Épargne \| + 33 s \| \| 4e \| Thor Hushovd \| Norvège \| Crédit Agricole \| + 33 s \| \| 5e \| Heinrich Haussler \| Allemagne \| Gerolsteiner \| + 33 s \| \| 6e \| Anthony Geslin \| France \| Bouygues Telecom \| + 33 s \| \| 7e \| Leonardo Duque \| Colombie \| Cofidis-Le Crédit par Téléphone \| + 33 s \| \| 8e \| Philippe Gilbert \| Belgique \| La Française des jeux \| + 33 s \| \| 9e \| Alexandre Botcharov \| Russie \| Crédit Agricole \| + 33 s \| \| 10e \| Marcel Sieberg \| Allemagne \| Team Milram \| + 33 s \| |                      |           |                                 |                 |
| |                      |           |                                 |                 |
| |                      |           |                                 |                 |
| Classement de l'étape |                      |           |                                 |                 |
| Coureur | Coureur              | Pays      | Équipe                          | Temps           |
| 1er | Christophe Moreau    | France    | AG2R Prévoyance                 | 3 h 50 min 38 s |
| 2e | José Antonio Redondo | Espagne   | Astana                          | + 0 s           |
| 3e | Alejandro Valverde   | Espagne   | Caisse d'Épargne                | + 33 s          |
| 4e | Thor Hushovd         | Norvège   | Crédit Agricole                 | + 33 s          |
| 5e | Heinrich Haussler    | Allemagne | Gerolsteiner                    | + 33 s          |
| 6e | Anthony Geslin       | France    | Bouygues Telecom                | + 33 s          |
| 7e | Leonardo Duque       | Colombie  | Cofidis-Le Crédit par Téléphone | + 33 s          |
| 8e | Philippe Gilbert     | Belgique  | La Française des jeux           | + 33 s          |
| 9e | Alexandre Botcharov  | Russie    | Crédit Agricole                 | + 33 s          |
| 10e | Marcel Sieberg       | Allemagne | Team Milram                     | + 33 s          |

| \| Classement général \| Classement général \| Classement général \| Classement général \| Classement général \| \| Coureur \| Coureur \| Pays \| Équipe \| Temps \| \| ------------------ \| -------------------- \| ------------------ \| ------------------------------- \| ------------------ \| \| 1er \| Christophe Moreau \| France \| AG2R Prévoyance \| 9 h 30 min 42 s \| \| 2e \| José Antonio Redondo \| Espagne \| Astana \| + 7 s \| \| 3e \| Bradley Wiggins \| Royaume-Uni \| Cofidis-Le Crédit par Téléphone \| + 24 s \| \| 4e \| Levi Leipheimer \| États-Unis \| Discovery Channel \| + 25 s \| \| 5e \| Andrey Kashechkin \| Kazakhstan \| Astana \| + 26 s \| \| 6e \| George Hincapie \| États-Unis \| Discovery Channel \| + 26 s \| \| 7e \| Alejandro Valverde \| Espagne \| Caisse d'Épargne \| + 27 s \| \| 8e \| David Zabriskie \| États-Unis \| CSC \| + 27 s \| \| 9e \| Egoi Martínez \| Espagne \| Discovery Channel \| + 29 s \| \| 10e \| Sébastien Joly \| France \| La Française des jeux \| + 30 s \| |                      |             |                                 |                 |
| |                      |             |                                 |                 |
| |                      |             |                                 |                 |
| Classement général |                      |             |                                 |                 |
| Coureur | Coureur              | Pays        | Équipe                          | Temps           |
| 1er | Christophe Moreau    | France      | AG2R Prévoyance                 | 9 h 30 min 42 s |
| 2e | José Antonio Redondo | Espagne     | Astana                          | + 7 s           |
| 3e | Bradley Wiggins      | Royaume-Uni | Cofidis-Le Crédit par Téléphone | + 24 s          |
| 4e | Levi Leipheimer      | États-Unis  | Discovery Channel               | + 25 s          |
| 5e | Andrey Kashechkin    | Kazakhstan  | Astana                          | + 26 s          |
| 6e | George Hincapie      | États-Unis  | Discovery Channel               | + 26 s          |
| 7e | Alejandro Valverde   | Espagne     | Caisse d'Épargne                | + 27 s          |
| 8e | David Zabriskie      | États-Unis  | CSC                             | + 27 s          |
| 9e | Egoi Martínez        | Espagne     | Discovery Channel               | + 29 s          |
| 10e | Sébastien Joly       | France      | La Française des jeux           | + 30 s          |

### 3eétape
La troisième étape s'est déroulée le 13 juin.
Anneyron accueille le premier grand rendez-vous de ce Dauphiné libéré. Un contre-la-montre de 40,7 kilomètres va permettre de créer les premiers écarts significatifs entre les favoris. La formation Astana réalise le doublé grâce à Alexandre Vinokourov et Andrey Kashechkin.
| \| Classement de l'étape \| Classement de l'étape \| Classement de l'étape \| Classement de l'étape \| Classement de l'étape \| \| Coureur \| Coureur \| Pays \| Équipe \| Temps \| \| --------------------- \| --------------------- \| --------------------- \| ------------------------------- \| --------------------- \| \| 1er \| Alexandre Vinokourov \| Kazakhstan \| Astana \| 52 min 08 s \| \| 2e \| Andrey Kashechkin \| Kazakhstan \| Astana \| + 9 s \| \| 3e \| David Zabriskie \| États-Unis \| CSC \| + 38 s \| \| 4e \| Cadel Evans \| Australie \| Predictor-Lotto \| + 39 s \| \| 5e \| Denis Menchov \| Russie \| Rabobank \| + 40 s \| \| 6e \| Stef Clement \| Pays-Bas \| Bouygues Telecom \| + 1 min 07 s \| \| 7e \| Sylvain Chavanel \| France \| Cofidis-Le Crédit par Téléphone \| + 1 min 10 s \| \| 8e \| Levi Leipheimer \| États-Unis \| Discovery Channel \| + 1 min 11 s \| \| 9e \| Alejandro Valverde \| Espagne \| Caisse d'Épargne \| + 1 min 18 s \| \| 10e \| David Millar \| Royaume-Uni \| Saunier Duval-Prodir \| + 1 min 36 s \| |                      |             |                                 |              |
| |                      |             |                                 |              |
| |                      |             |                                 |              |
| Classement de l'étape |                      |             |                                 |              |
| Coureur | Coureur              | Pays        | Équipe                          | Temps        |
| 1er | Alexandre Vinokourov | Kazakhstan  | Astana                          | 52 min 08 s  |
| 2e | Andrey Kashechkin    | Kazakhstan  | Astana                          | + 9 s        |
| 3e | David Zabriskie      | États-Unis  | CSC                             | + 38 s       |
| 4e | Cadel Evans          | Australie   | Predictor-Lotto                 | + 39 s       |
| 5e | Denis Menchov        | Russie      | Rabobank                        | + 40 s       |
| 6e | Stef Clement         | Pays-Bas    | Bouygues Telecom                | + 1 min 07 s |
| 7e | Sylvain Chavanel     | France      | Cofidis-Le Crédit par Téléphone | + 1 min 10 s |
| 8e | Levi Leipheimer      | États-Unis  | Discovery Channel               | + 1 min 11 s |
| 9e | Alejandro Valverde   | Espagne     | Caisse d'Épargne                | + 1 min 18 s |
| 10e | David Millar         | Royaume-Uni | Saunier Duval-Prodir            | + 1 min 36 s |

| \| Classement général \| Classement général \| Classement général \| Classement général \| Classement général \| \| Coureur \| Coureur \| Pays \| Équipe \| Temps \| \| ------------------ \| -------------------- \| ------------------ \| ------------------------------- \| ------------------ \| \| 1er \| Alexandre Vinokourov \| Kazakhstan \| Astana \| 10 h 23 min 23 s \| \| 2e \| Andrey Kashechkin \| Kazakhstan \| Astana \| + 2 s \| \| 3e \| David Zabriskie \| États-Unis \| CSC \| + 32 s \| \| 4e \| Denis Menchov \| Russie \| Rabobank \| + 40 s \| \| 5e \| Cadel Evans \| Australie \| Predictor-Lotto \| + 41 s \| \| 6e \| Levi Leipheimer \| États-Unis \| Discovery Channel \| + 1 min 03 s \| \| 7e \| Stef Clement \| Pays-Bas \| Bouygues Telecom \| + 1 min 05 s \| \| 8e \| Sylvain Chavanel \| France \| Cofidis-Le Crédit par Téléphone \| + 1 min 07 s \| \| 9e \| Alejandro Valverde \| Espagne \| Caisse d'Épargne \| + 1 min 12 s \| \| 10e \| David Millar \| Royaume-Uni \| Saunier Duval-Prodir \| + 1 min 33 s \| |                      |             |                                 |                  |
| |                      |             |                                 |                  |
| |                      |             |                                 |                  |
| Classement général |                      |             |                                 |                  |
| Coureur | Coureur              | Pays        | Équipe                          | Temps            |
| 1er | Alexandre Vinokourov | Kazakhstan  | Astana                          | 10 h 23 min 23 s |
| 2e | Andrey Kashechkin    | Kazakhstan  | Astana                          | + 2 s            |
| 3e | David Zabriskie      | États-Unis  | CSC                             | + 32 s           |
| 4e | Denis Menchov        | Russie      | Rabobank                        | + 40 s           |
| 5e | Cadel Evans          | Australie   | Predictor-Lotto                 | + 41 s           |
| 6e | Levi Leipheimer      | États-Unis  | Discovery Channel               | + 1 min 03 s     |
| 7e | Stef Clement         | Pays-Bas    | Bouygues Telecom                | + 1 min 05 s     |
| 8e | Sylvain Chavanel     | France      | Cofidis-Le Crédit par Téléphone | + 1 min 07 s     |
| 9e | Alejandro Valverde   | Espagne     | Caisse d'Épargne                | + 1 min 12 s     |
| 10e | David Millar         | Royaume-Uni | Saunier Duval-Prodir            | + 1 min 33 s     |

### 4eétape
La quatrième étape s'est déroulée le 14 juin.
Au départ de Hauterives, les coureurs s'engagent dans la première étape montagneuse de ce Dauphiné. Si les 177 premiers kilomètres ne présentent aucune difficulté particulière, les 20 derniers constituent l'ascension du Mont Ventoux, dompté cette année par Christophe Moreau, vainqueur de sa deuxième étape.
| \| Classement de l'étape \| Classement de l'étape \| Classement de l'étape \| Classement de l'étape \| Classement de l'étape \| \| Coureur \| Coureur \| Pays \| Équipe \| Temps \| \| --------------------- \| --------------------- \| --------------------- \| --------------------- \| --------------------- \| \| 1er \| Christophe Moreau \| France \| AG2R Prévoyance \| 5 h 51 min 52 s \| \| 2e \| Sylwester Szmyd \| Pologne \| Lampre-Fondital \| + 1 min 08 s \| \| 3e \| Igor Antón \| Espagne \| Euskaltel-Euskadi \| + 1 min 21 s \| \| 4e \| Cadel Evans \| Australie \| Predictor-Lotto \| + 1 min 51 s \| \| 5e \| Denis Menchov \| Russie \| Rabobank \| + 1 min 51 s \| \| 6e \| Haimar Zubeldia \| Espagne \| Euskaltel-Euskadi \| + 1 min 56 s \| \| 7e \| Manuel Beltrán \| Espagne \| Liquigas \| + 1 min 56 s \| \| 8e \| Levi Leipheimer \| États-Unis \| Discovery Channel \| + 1 min 56 s \| \| 9e \| Leonardo Piepoli \| Italie \| Saunier Duval-Prodir \| + 1 min 56 s \| \| 10e \| Alberto Contador \| Espagne \| Discovery Channel \| + 2 min 00 s \| |                   |            |                      |                 |
| |                   |            |                      |                 |
| |                   |            |                      |                 |
| Classement de l'étape |                   |            |                      |                 |
| Coureur | Coureur           | Pays       | Équipe               | Temps           |
| 1er | Christophe Moreau | France     | AG2R Prévoyance      | 5 h 51 min 52 s |
| 2e | Sylwester Szmyd   | Pologne    | Lampre-Fondital      | + 1 min 08 s    |
| 3e | Igor Antón        | Espagne    | Euskaltel-Euskadi    | + 1 min 21 s    |
| 4e | Cadel Evans       | Australie  | Predictor-Lotto      | + 1 min 51 s    |
| 5e | Denis Menchov     | Russie     | Rabobank             | + 1 min 51 s    |
| 6e | Haimar Zubeldia   | Espagne    | Euskaltel-Euskadi    | + 1 min 56 s    |
| 7e | Manuel Beltrán    | Espagne    | Liquigas             | + 1 min 56 s    |
| 8e | Levi Leipheimer   | États-Unis | Discovery Channel    | + 1 min 56 s    |
| 9e | Leonardo Piepoli  | Italie     | Saunier Duval-Prodir | + 1 min 56 s    |
| 10e | Alberto Contador  | Espagne    | Discovery Channel    | + 2 min 00 s    |

| \| Classement général \| Classement général \| Classement général \| Classement général \| Classement général \| \| Coureur \| Coureur \| Pays \| Équipe \| Temps \| \| ------------------ \| ------------------ \| ------------------ \| ------------------------------- \| ------------------ \| \| 1er \| Andrey Kashechkin \| Kazakhstan \| Astana \| 16 h 17 min 21 s \| \| 2e \| Christophe Moreau \| France \| AG2R Prévoyance \| + 14 s \| \| 3e \| Denis Menchov \| Russie \| Rabobank \| + 25 s \| \| 4e \| Cadel Evans \| Australie \| Predictor-Lotto \| + 26 s \| \| 5e \| David Zabriskie \| États-Unis \| CSC \| + 26 s \| \| 6e \| Levi Leipheimer \| États-Unis \| Discovery Channel \| + 53 s \| \| 7e \| Sylvain Chavanel \| France \| Cofidis-Le Crédit par Téléphone \| + 1 min 50 s \| \| 8e \| Haimar Zubeldia \| Espagne \| Euskaltel-Euskadi \| + 3 min 15 s \| \| 9e \| Alberto Contador \| Espagne \| Discovery Channel \| + 3 min 15 s \| \| 10e \| Manuel Beltrán \| Espagne \| Liquigas \| + 3 min 34 s \| |                   |            |                                 |                  |
| |                   |            |                                 |                  |
| |                   |            |                                 |                  |
| Classement général |                   |            |                                 |                  |
| Coureur | Coureur           | Pays       | Équipe                          | Temps            |
| 1er | Andrey Kashechkin | Kazakhstan | Astana                          | 16 h 17 min 21 s |
| 2e | Christophe Moreau | France     | AG2R Prévoyance                 | + 14 s           |
| 3e | Denis Menchov     | Russie     | Rabobank                        | + 25 s           |
| 4e | Cadel Evans       | Australie  | Predictor-Lotto                 | + 26 s           |
| 5e | David Zabriskie   | États-Unis | CSC                             | + 26 s           |
| 6e | Levi Leipheimer   | États-Unis | Discovery Channel               | + 53 s           |
| 7e | Sylvain Chavanel  | France     | Cofidis-Le Crédit par Téléphone | + 1 min 50 s     |
| 8e | Haimar Zubeldia   | Espagne    | Euskaltel-Euskadi               | + 3 min 15 s     |
| 9e | Alberto Contador  | Espagne    | Discovery Channel               | + 3 min 15 s     |
| 10e | Manuel Beltrán    | Espagne    | Liquigas                        | + 3 min 34 s     |

### 5eétape
La cinquième étape s'est déroulée le 15 juin.
Cette étape disputée entre Nyons et Digne-les-Bains, est marquée par une échappée de 22 coureurs, parmi lesquels on pouvait compter Tom Boonen et Alexandre Vinokourov. Le peloton contrôlera à distance, permettant la victoire d'Antonio Colom devant Alexandre Vinokourov.
| \| Classement de l'étape \| Classement de l'étape \| Classement de l'étape \| Classement de l'étape \| Classement de l'étape \| \| Coureur \| Coureur \| Pays \| Équipe \| Temps \| \| --------------------- \| --------------------- \| --------------------- \| ------------------------------- \| --------------------- \| \| 1er \| Antonio Colom \| Espagne \| Astana \| 4 h 39 min 28 s \| \| 2e \| Alexandre Vinokourov \| Kazakhstan \| Astana \| + 0 s \| \| 3e \| Leonardo Duque \| Colombie \| Cofidis-Le Crédit par Téléphone \| + 15 s \| \| 4e \| Matej Mugerli \| Slovénie \| Liquigas \| + 15 s \| \| 5e \| Stef Clement \| Pays-Bas \| Bouygues Telecom \| + 15 s \| \| 6e \| Preben Van Hecke \| Belgique \| Predictor-Lotto \| + 18 s \| \| 7e \| Anthony Charteau \| France \| Crédit Agricole \| + 18 s \| \| 8e \| Egoi Martínez \| Espagne \| Discovery Channel \| + 18 s \| \| 9e \| Heinrich Haussler \| Allemagne \| Gerolsteiner \| + 1 min 08 s \| \| 10e \| Philippe Gilbert \| Belgique \| La Française des jeux \| + 1 min 08 s \| |                      |            |                                 |                 |
| |                      |            |                                 |                 |
| |                      |            |                                 |                 |
| Classement de l'étape |                      |            |                                 |                 |
| Coureur | Coureur              | Pays       | Équipe                          | Temps           |
| 1er | Antonio Colom        | Espagne    | Astana                          | 4 h 39 min 28 s |
| 2e | Alexandre Vinokourov | Kazakhstan | Astana                          | + 0 s           |
| 3e | Leonardo Duque       | Colombie   | Cofidis-Le Crédit par Téléphone | + 15 s          |
| 4e | Matej Mugerli        | Slovénie   | Liquigas                        | + 15 s          |
| 5e | Stef Clement         | Pays-Bas   | Bouygues Telecom                | + 15 s          |
| 6e | Preben Van Hecke     | Belgique   | Predictor-Lotto                 | + 18 s          |
| 7e | Anthony Charteau     | France     | Crédit Agricole                 | + 18 s          |
| 8e | Egoi Martínez        | Espagne    | Discovery Channel               | + 18 s          |
| 9e | Heinrich Haussler    | Allemagne  | Gerolsteiner                    | + 1 min 08 s    |
| 10e | Philippe Gilbert     | Belgique   | La Française des jeux           | + 1 min 08 s    |

| \| Classement général \| Classement général \| Classement général \| Classement général \| Classement général \| \| Coureur \| Coureur \| Pays \| Équipe \| Temps \| \| ------------------ \| -------------------- \| ------------------ \| ------------------------------- \| ------------------ \| \| 1er \| Andrey Kashechkin \| Kazakhstan \| Astana \| 21 h 00 min 16 s \| \| 2e \| Christophe Moreau \| France \| AG2R Prévoyance \| + 14 s \| \| 3e \| Denis Menchov \| Russie \| Rabobank \| + 25 s \| \| 4e \| Cadel Evans \| Australie \| Predictor-Lotto \| + 26 s \| \| 5e \| David Zabriskie \| États-Unis \| CSC \| + 26 s \| \| 6e \| Levi Leipheimer \| États-Unis \| Discovery Channel \| + 53 s \| \| 7e \| Alexandre Vinokourov \| Kazakhstan \| Astana \| + 1 min 47 s \| \| 8e \| Stef Clement \| Pays-Bas \| Bouygues Telecom \| + 1 min 50 s \| \| 9e \| Sylvain Chavanel \| France \| Cofidis-Le Crédit par Téléphone \| + 1 min 50 s \| \| 10e \| Haimar Zubeldia \| Espagne \| Euskaltel-Euskadi \| + 3 min 15 s \| |                      |            |                                 |                  |
| |                      |            |                                 |                  |
| |                      |            |                                 |                  |
| Classement général |                      |            |                                 |                  |
| Coureur | Coureur              | Pays       | Équipe                          | Temps            |
| 1er | Andrey Kashechkin    | Kazakhstan | Astana                          | 21 h 00 min 16 s |
| 2e | Christophe Moreau    | France     | AG2R Prévoyance                 | + 14 s           |
| 3e | Denis Menchov        | Russie     | Rabobank                        | + 25 s           |
| 4e | Cadel Evans          | Australie  | Predictor-Lotto                 | + 26 s           |
| 5e | David Zabriskie      | États-Unis | CSC                             | + 26 s           |
| 6e | Levi Leipheimer      | États-Unis | Discovery Channel               | + 53 s           |
| 7e | Alexandre Vinokourov | Kazakhstan | Astana                          | + 1 min 47 s     |
| 8e | Stef Clement         | Pays-Bas   | Bouygues Telecom                | + 1 min 50 s     |
| 9e | Sylvain Chavanel     | France     | Cofidis-Le Crédit par Téléphone | + 1 min 50 s     |
| 10e | Haimar Zubeldia      | Espagne    | Euskaltel-Euskadi               | + 3 min 15 s     |

### 6eétape
La sixième étape s'est déroulée le 16 juin.
L'étape-reine de ce Dauphiné libéré mène les coureurs de Gap à Valloire par un parcours très montagneux. Une échappée se dessine rapidement et prend le large, permettant à Rémy Di Grégorio d'endosser le maillot rouge à pois blancs du meilleur grimpeur. Mais c'est finalement Maxim Iglinskiy qui s'impose. Le vétéran Christophe Moreau reprend le maillot de leader à Kashechkin.
| \| Classement de l'étape \| Classement de l'étape \| Classement de l'étape \| Classement de l'étape \| Classement de l'étape \| \| Coureur \| Coureur \| Pays \| Équipe \| Temps \| \| --------------------- \| --------------------- \| --------------------- \| --------------------- \| --------------------- \| \| 1er \| Maxim Iglinskiy \| Kazakhstan \| Astana \| 5 h 51 min 32 s \| \| 2e \| Alexandre Botcharov \| Russie \| Crédit Agricole \| + 51 s \| \| 3e \| Pierrick Fédrigo \| France \| Bouygues Telecom \| + 51 s \| \| 4e \| Rémy Di Grégorio \| France \| La Française des jeux \| + 51 s \| \| 5e \| Egoi Martínez \| Espagne \| Discovery Channel \| + 2 min 16 s \| \| 6e \| Mikel Astarloza \| Espagne \| Euskaltel-Euskadi \| + 2 min 16 s \| \| 7e \| Aliaksandr Kuschynski \| Biélorussie \| Liquigas \| + 2 min 16 s \| \| 8e \| Christophe Moreau \| France \| AG2R Prévoyance \| + 2 min 23 s \| \| 9e \| Cadel Evans \| Australie \| Predictor-Lotto \| + 2 min 25 s \| \| 10e \| Leonardo Piepoli \| Italie \| Saunier Duval-Prodir \| + 2 min 25 s \| |                       |             |                       |                 |
| |                       |             |                       |                 |
| |                       |             |                       |                 |
| Classement de l'étape |                       |             |                       |                 |
| Coureur | Coureur               | Pays        | Équipe                | Temps           |
| 1er | Maxim Iglinskiy       | Kazakhstan  | Astana                | 5 h 51 min 32 s |
| 2e | Alexandre Botcharov   | Russie      | Crédit Agricole       | + 51 s          |
| 3e | Pierrick Fédrigo      | France      | Bouygues Telecom      | + 51 s          |
| 4e | Rémy Di Grégorio      | France      | La Française des jeux | + 51 s          |
| 5e | Egoi Martínez         | Espagne     | Discovery Channel     | + 2 min 16 s    |
| 6e | Mikel Astarloza       | Espagne     | Euskaltel-Euskadi     | + 2 min 16 s    |
| 7e | Aliaksandr Kuschynski | Biélorussie | Liquigas              | + 2 min 16 s    |
| 8e | Christophe Moreau     | France      | AG2R Prévoyance       | + 2 min 23 s    |
| 9e | Cadel Evans           | Australie   | Predictor-Lotto       | + 2 min 25 s    |
| 10e | Leonardo Piepoli      | Italie      | Saunier Duval-Prodir  | + 2 min 25 s    |

| \| Classement général \| Classement général \| Classement général \| Classement général \| Classement général \| \| Coureur \| Coureur \| Pays \| Équipe \| Temps \| \| ------------------ \| ------------------ \| ------------------ \| ------------------------------- \| ------------------ \| \| 1er \| Christophe Moreau \| France \| AG2R Prévoyance \| 26 h 54 min 25 s \| \| 2e \| Cadel Evans \| Australie \| Predictor-Lotto \| + 14 s \| \| 3e \| Andrey Kashechkin \| Kazakhstan \| Astana \| + 1 min 27 s \| \| 4e \| Denis Menchov \| Russie \| Rabobank \| + 1 min 52 s \| \| 5e \| David Zabriskie \| États-Unis \| CSC \| + 2 min 16 s \| \| 6e \| Sylvain Chavanel \| France \| Cofidis-Le Crédit par Téléphone \| + 3 min 17 s \| \| 7e \| Mikel Astarloza \| Espagne \| Euskaltel-Euskadi \| + 3 min 58 s \| \| 8e \| Alberto Contador \| Espagne \| Discovery Channel \| + 4 min 24 s \| \| 9e \| Manuel Beltrán \| Espagne \| Liquigas \| + 5 min 01 s \| \| 10e \| Tadej Valjavec \| Slovénie \| Lampre-Fondital \| + 5 min 17 s \| |                   |            |                                 |                  |
| |                   |            |                                 |                  |
| |                   |            |                                 |                  |
| Classement général |                   |            |                                 |                  |
| Coureur | Coureur           | Pays       | Équipe                          | Temps            |
| 1er | Christophe Moreau | France     | AG2R Prévoyance                 | 26 h 54 min 25 s |
| 2e | Cadel Evans       | Australie  | Predictor-Lotto                 | + 14 s           |
| 3e | Andrey Kashechkin | Kazakhstan | Astana                          | + 1 min 27 s     |
| 4e | Denis Menchov     | Russie     | Rabobank                        | + 1 min 52 s     |
| 5e | David Zabriskie   | États-Unis | CSC                             | + 2 min 16 s     |
| 6e | Sylvain Chavanel  | France     | Cofidis-Le Crédit par Téléphone | + 3 min 17 s     |
| 7e | Mikel Astarloza   | Espagne    | Euskaltel-Euskadi               | + 3 min 58 s     |
| 8e | Alberto Contador  | Espagne    | Discovery Channel               | + 4 min 24 s     |
| 9e | Manuel Beltrán    | Espagne    | Liquigas                        | + 5 min 01 s     |
| 10e | Tadej Valjavec    | Slovénie   | Lampre-Fondital                 | + 5 min 17 s     |

### 7eétape
La septième et dernière étape a eu lieu le dimanche 17 juin entre Valloire et Annecy.
| \| Classement de l'étape \| Classement de l'étape \| Classement de l'étape \| Classement de l'étape \| Classement de l'étape \| \| Coureur \| Coureur \| Pays \| Équipe \| Temps \| \| --------------------- \| --------------------- \| --------------------- \| --------------------- \| --------------------- \| \| 1er \| Alexandre Vinokourov \| Kazakhstan \| Astana \| 2 h 55 min 34 s \| \| 2e \| Óscar Pereiro \| Espagne \| Caisse d'Épargne \| + 37 s \| \| 3e \| Cadel Evans \| Australie \| Predictor-Lotto \| + 37 s \| \| 4e \| Denis Menchov \| Russie \| Rabobank \| + 37 s \| \| 5e \| Tadej Valjavec \| Slovénie \| Lampre-Fondital \| + 37 s \| \| 6e \| Manuel Beltrán \| Espagne \| Liquigas \| + 37 s \| \| 7e \| Christophe Moreau \| France \| AG2R Prévoyance \| + 37 s \| \| 8e \| José Antonio Redondo \| Espagne \| Astana \| + 37 s \| \| 9e \| Andrey Kashechkin \| Kazakhstan \| Astana \| + 37 s \| \| 10e \| Alberto Contador \| Espagne \| Discovery Channel \| + 37 s \| |                      |            |                   |                 |
| |                      |            |                   |                 |
| |                      |            |                   |                 |
| Classement de l'étape |                      |            |                   |                 |
| Coureur | Coureur              | Pays       | Équipe            | Temps           |
| 1er | Alexandre Vinokourov | Kazakhstan | Astana            | 2 h 55 min 34 s |
| 2e | Óscar Pereiro        | Espagne    | Caisse d'Épargne  | + 37 s          |
| 3e | Cadel Evans          | Australie  | Predictor-Lotto   | + 37 s          |
| 4e | Denis Menchov        | Russie     | Rabobank          | + 37 s          |
| 5e | Tadej Valjavec       | Slovénie   | Lampre-Fondital   | + 37 s          |
| 6e | Manuel Beltrán       | Espagne    | Liquigas          | + 37 s          |
| 7e | Christophe Moreau    | France     | AG2R Prévoyance   | + 37 s          |
| 8e | José Antonio Redondo | Espagne    | Astana            | + 37 s          |
| 9e | Andrey Kashechkin    | Kazakhstan | Astana            | + 37 s          |
| 10e | Alberto Contador     | Espagne    | Discovery Channel | + 37 s          |

| \| Classement général \| Classement général \| Classement général \| Classement général \| Classement général \| \| Coureur \| Coureur \| Pays \| Équipe \| Temps \| \| ------------------ \| ------------------ \| ------------------ \| ------------------------------- \| ------------------ \| \| 1er \| Christophe Moreau \| France \| AG2R Prévoyance \| 29 h 50 min 35 s \| \| 2e \| Cadel Evans \| Australie \| Predictor-Lotto \| + 14 s \| \| 3e \| Andrey Kashechkin \| Kazakhstan \| Astana \| + 1 min 27 s \| \| 4e \| Denis Menchov \| Russie \| Rabobank \| + 1 min 52 s \| \| 5e \| David Zabriskie \| États-Unis \| CSC \| + 2 min 16 s \| \| 6e \| Alberto Contador \| Espagne \| Discovery Channel \| + 4 min 24 s \| \| 7e \| Mikel Astarloza \| Espagne \| Euskaltel-Euskadi \| + 5 min 00 s \| \| 8e \| Manuel Beltrán \| Espagne \| Liquigas \| + 5 min 01 s \| \| 9e \| Tadej Valjavec \| Slovénie \| Lampre-Fondital \| + 5 min 17 s \| \| 10e \| Sylvain Chavanel \| France \| Cofidis-Le Crédit par Téléphone \| + 5 min 38 s \| |                   |            |                                 |                  |
| |                   |            |                                 |                  |
| |                   |            |                                 |                  |
| Classement général |                   |            |                                 |                  |
| Coureur | Coureur           | Pays       | Équipe                          | Temps            |
| 1er | Christophe Moreau | France     | AG2R Prévoyance                 | 29 h 50 min 35 s |
| 2e | Cadel Evans       | Australie  | Predictor-Lotto                 | + 14 s           |
| 3e | Andrey Kashechkin | Kazakhstan | Astana                          | + 1 min 27 s     |
| 4e | Denis Menchov     | Russie     | Rabobank                        | + 1 min 52 s     |
| 5e | David Zabriskie   | États-Unis | CSC                             | + 2 min 16 s     |
| 6e | Alberto Contador  | Espagne    | Discovery Channel               | + 4 min 24 s     |
| 7e | Mikel Astarloza   | Espagne    | Euskaltel-Euskadi               | + 5 min 00 s     |
| 8e | Manuel Beltrán    | Espagne    | Liquigas                        | + 5 min 01 s     |
| 9e | Tadej Valjavec    | Slovénie   | Lampre-Fondital                 | + 5 min 17 s     |
| 10e | Sylvain Chavanel  | France     | Cofidis-Le Crédit par Téléphone | + 5 min 38 s     |

## Classements finals

### Classement général
| \| Classement général \| Classement général \| Classement général \| Classement général \| Classement général \| \| Coureur \| Coureur \| Pays \| Équipe \| Temps \| \| ------------------ \| ------------------ \| ------------------ \| ------------------------------- \| ------------------ \| \| 1er \| Christophe Moreau \| France \| AG2R Prévoyance \| 29 h 50 min 35 s \| \| 2e \| Cadel Evans \| Australie \| Predictor-Lotto \| + 14 s \| \| 3e \| Andrey Kashechkin \| Kazakhstan \| Astana \| + 1 min 27 s \| \| 4e \| Denis Menchov \| Russie \| Rabobank \| + 1 min 52 s \| \| 5e \| David Zabriskie \| États-Unis \| CSC \| + 2 min 16 s \| \| 6e \| Alberto Contador \| Espagne \| Discovery Channel \| + 4 min 24 s \| \| 7e \| Mikel Astarloza \| Espagne \| Euskaltel-Euskadi \| + 5 min 00 s \| \| 8e \| Manuel Beltrán \| Espagne \| Liquigas \| + 5 min 01 s \| \| 9e \| Tadej Valjavec \| Slovénie \| Lampre-Fondital \| + 5 min 17 s \| \| 10e \| Sylvain Chavanel \| France \| Cofidis-Le Crédit par Téléphone \| + 5 min 38 s \| |                   |            |                                 |                  |
| |                   |            |                                 |                  |
| |                   |            |                                 |                  |
| Classement général |                   |            |                                 |                  |
| Coureur | Coureur           | Pays       | Équipe                          | Temps            |
| 1er | Christophe Moreau | France     | AG2R Prévoyance                 | 29 h 50 min 35 s |
| 2e | Cadel Evans       | Australie  | Predictor-Lotto                 | + 14 s           |
| 3e | Andrey Kashechkin | Kazakhstan | Astana                          | + 1 min 27 s     |
| 4e | Denis Menchov     | Russie     | Rabobank                        | + 1 min 52 s     |
| 5e | David Zabriskie   | États-Unis | CSC                             | + 2 min 16 s     |
| 6e | Alberto Contador  | Espagne    | Discovery Channel               | + 4 min 24 s     |
| 7e | Mikel Astarloza   | Espagne    | Euskaltel-Euskadi               | + 5 min 00 s     |
| 8e | Manuel Beltrán    | Espagne    | Liquigas                        | + 5 min 01 s     |
| 9e | Tadej Valjavec    | Slovénie   | Lampre-Fondital                 | + 5 min 17 s     |
| 10e | Sylvain Chavanel  | France     | Cofidis-Le Crédit par Téléphone | + 5 min 38 s     |

### Classements annexes
| Classement par points | Classement par points | Classement par points | Classement par points           | Classement par points |
| Coureur               | Coureur               | Pays                  | Équipe                          | Points                |
| --------------------- | --------------------- | --------------------- | ------------------------------- | --------------------- |
| 1er                   | Alexandre Vinokourov  | Kazakhstan            | Astana                          | 70 pts                |
| 2e                    | Christophe Moreau     | France                | AG2R Prévoyance                 | 67 pts                |
| 3e                    | Cadel Evans           | Australie             | Predictor-Lotto                 | 49 pts                |
| 4e                    | Andrey Kashechkin     | Kazakhstan            | Astana                          | 48 pts                |
| 5e                    | Heinrich Haussler     | Allemagne             | Gerolsteiner                    | 43 pts                |
| 6e                    | Levi Leipheimer       | États-Unis            | Discovery Channel               | 38 pts                |
| 7e                    | Denis Menchov         | Russie                | Rabobank                        | 35 pts                |
| 8e                    | David Zabriskie       | États-Unis            | CSC                             | 34 pts                |
| 9e                    | Leonardo Duque        | Colombie              | Cofidis-Le Crédit par Téléphone | 33 pts                |
| 10e                   | Alexandre Botcharov   | Russie                | Crédit Agricole                 | 28 pts                |

| Classement par points | Classement par points | Classement par points | Classement par points           | Classement par points |
| Coureur               | Coureur               | Pays                  | Équipe                          | Points                |
| --------------------- | --------------------- | --------------------- | ------------------------------- | --------------------- |
| 1er                   | Alexandre Vinokourov  | Kazakhstan            | Astana                          | 70 pts                |
| 2e                    | Christophe Moreau     | France                | AG2R Prévoyance                 | 67 pts                |
| 3e                    | Cadel Evans           | Australie             | Predictor-Lotto                 | 49 pts                |
| 4e                    | Andrey Kashechkin     | Kazakhstan            | Astana                          | 48 pts                |
| 5e                    | Heinrich Haussler     | Allemagne             | Gerolsteiner                    | 43 pts                |
| 6e                    | Levi Leipheimer       | États-Unis            | Discovery Channel               | 38 pts                |
| 7e                    | Denis Menchov         | Russie                | Rabobank                        | 35 pts                |
| 8e                    | David Zabriskie       | États-Unis            | CSC                             | 34 pts                |
| 9e                    | Leonardo Duque        | Colombie              | Cofidis-Le Crédit par Téléphone | 33 pts                |
| 10e                   | Alexandre Botcharov   | Russie                | Crédit Agricole                 | 28 pts                |

| Classement de la montagne | Classement de la montagne | Classement de la montagne | Classement de la montagne | Classement de la montagne |
| Coureur                   | Coureur                   | Pays                      | Équipe                    | Points                    |
| ------------------------- | ------------------------- | ------------------------- | ------------------------- | ------------------------- |
| 1er                       | Rémy Di Grégorio          | France                    | La Française des jeux     | 126 pts                   |
| 2e                        | Morris Possoni            | Italie                    | Lampre-Fondital           | 88 pts                    |
| 3e                        | Egoi Martínez             | Espagne                   | Discovery Channel         | 86 pts                    |
| 4e                        | Christophe Moreau         | France                    | AG2R Prévoyance           | 73 pts                    |
| 5e                        | Alexandre Botcharov       | Russie                    | Crédit Agricole           | 65 pts                    |
| 6e                        | Maxim Iglinskiy           | Kazakhstan                | Astana                    | 59 pts                    |
| 7e                        | Bernhard Kohl             | Autriche                  | Gerolsteiner              | 59 pts                    |
| 8e                        | Pierrick Fédrigo          | France                    | Bouygues Telecom          | 52 pts                    |
| 9e                        | Alexandre Vinokourov      | Kazakhstan                | Astana                    | 49 pts                    |
| 10e                       | Leonardo Piepoli          | Italie                    | Saunier Duval-Prodir      | 46 pts                    |

| Classement de la montagne | Classement de la montagne | Classement de la montagne | Classement de la montagne | Classement de la montagne |
| Coureur                   | Coureur                   | Pays                      | Équipe                    | Points                    |
| ------------------------- | ------------------------- | ------------------------- | ------------------------- | ------------------------- |
| 1er                       | Rémy Di Grégorio          | France                    | La Française des jeux     | 126 pts                   |
| 2e                        | Morris Possoni            | Italie                    | Lampre-Fondital           | 88 pts                    |
| 3e                        | Egoi Martínez             | Espagne                   | Discovery Channel         | 86 pts                    |
| 4e                        | Christophe Moreau         | France                    | AG2R Prévoyance           | 73 pts                    |
| 5e                        | Alexandre Botcharov       | Russie                    | Crédit Agricole           | 65 pts                    |
| 6e                        | Maxim Iglinskiy           | Kazakhstan                | Astana                    | 59 pts                    |
| 7e                        | Bernhard Kohl             | Autriche                  | Gerolsteiner              | 59 pts                    |
| 8e                        | Pierrick Fédrigo          | France                    | Bouygues Telecom          | 52 pts                    |
| 9e                        | Alexandre Vinokourov      | Kazakhstan                | Astana                    | 49 pts                    |
| 10e                       | Leonardo Piepoli          | Italie                    | Saunier Duval-Prodir      | 46 pts                    |

| Classement du combiné | Classement du combiné | Classement du combiné | Classement du combiné | Classement du combiné |
| Coureur               | Coureur               | Pays                  | Équipe                | Points                |
| --------------------- | --------------------- | --------------------- | --------------------- | --------------------- |
| 1er                   | Christophe Moreau     | France                | AG2R Prévoyance       | 180 pts               |
| 2e                    | Rémy Di Grégorio      | France                | La Française des jeux | 143 pts               |
| 3e                    | Cadel Evans           | Australie             | Predictor-Lotto       | 126 pts               |
| 4e                    | Alexandre Vinokourov  | Kazakhstan            | Astana                | 120 pts               |
| 5e                    | Egoi Martínez         | Espagne               | Discovery Channel     | 112 pts               |
| 6e                    | Alexandre Botcharov   | Russie                | Crédit Agricole       | 93 pts                |
| 7e                    | David Zabriskie       | États-Unis            | CSC                   | 92 pts                |
| 8e                    | Andrey Kashechkin     | Kazakhstan            | Astana                | 89 pts                |
| 9e                    | Denis Menchov         | Russie                | Rabobank              | 88 pts                |
| 10e                   | Morris Possoni        | Italie                | Lampre-Fondital       | 88 pts                |

| Classement du combiné | Classement du combiné | Classement du combiné | Classement du combiné | Classement du combiné |
| Coureur               | Coureur               | Pays                  | Équipe                | Points                |
| --------------------- | --------------------- | --------------------- | --------------------- | --------------------- |
| 1er                   | Christophe Moreau     | France                | AG2R Prévoyance       | 180 pts               |
| 2e                    | Rémy Di Grégorio      | France                | La Française des jeux | 143 pts               |
| 3e                    | Cadel Evans           | Australie             | Predictor-Lotto       | 126 pts               |
| 4e                    | Alexandre Vinokourov  | Kazakhstan            | Astana                | 120 pts               |
| 5e                    | Egoi Martínez         | Espagne               | Discovery Channel     | 112 pts               |
| 6e                    | Alexandre Botcharov   | Russie                | Crédit Agricole       | 93 pts                |
| 7e                    | David Zabriskie       | États-Unis            | CSC                   | 92 pts                |
| 8e                    | Andrey Kashechkin     | Kazakhstan            | Astana                | 89 pts                |
| 9e                    | Denis Menchov         | Russie                | Rabobank              | 88 pts                |
| 10e                   | Morris Possoni        | Italie                | Lampre-Fondital       | 88 pts                |

| Classement par équipes | Classement par équipes | Classement par équipes | Classement par équipes |
| Équipe                 | Équipe                 | Pays                   | Temps                  |
| ---------------------- | ---------------------- | ---------------------- | ---------------------- |
| 1re                    | Astana                 | Suisse                 | 89 h 44 min 17 s       |
| 2e                     | Discovery Channel      | États-Unis             | + 19 s                 |
| 3e                     | Euskaltel-Euskadi      | Espagne                | + 4 min 36 s           |
| 4e                     | AG2R Prévoyance        | France                 | + 7 min 04 s           |
| 5e                     | CSC                    | Danemark               | + 7 min 24 s           |
| 6e                     | Caisse d'Épargne       | Espagne                | + 11 min 28 s          |
| 7e                     | Bouygues Telecom       | France                 | + 13 min 51 s          |
| 8e                     | Crédit Agricole        | France                 | + 16 min 00 s          |
| 9e                     | Predictor-Lotto        | Belgique               | + 24 min 51 s          |
| 10e                    | La Française des jeux  | France                 | + 25 min 39 s          |

| Classement par équipes | Classement par équipes | Classement par équipes | Classement par équipes |
| Équipe                 | Équipe                 | Pays                   | Temps                  |
| ---------------------- | ---------------------- | ---------------------- | ---------------------- |
| 1re                    | Astana                 | Suisse                 | 89 h 44 min 17 s       |
| 2e                     | Discovery Channel      | États-Unis             | + 19 s                 |
| 3e                     | Euskaltel-Euskadi      | Espagne                | + 4 min 36 s           |
| 4e                     | AG2R Prévoyance        | France                 | + 7 min 04 s           |
| 5e                     | CSC                    | Danemark               | + 7 min 24 s           |
| 6e                     | Caisse d'Épargne       | Espagne                | + 11 min 28 s          |
| 7e                     | Bouygues Telecom       | France                 | + 13 min 51 s          |
| 8e                     | Crédit Agricole        | France                 | + 16 min 00 s          |
| 9e                     | Predictor-Lotto        | Belgique               | + 24 min 51 s          |
| 10e                    | La Française des jeux  | France                 | + 25 min 39 s          |

## Évolution des classements
| Étape     | Vainqueur            | Classement général   | Classement de la montagne | Classement combiné | Classement par points | Classement par équipes |
| --------- | -------------------- | -------------------- | ------------------------- | ------------------ | --------------------- | ---------------------- |
| Prologue  | Bradley Wiggins      | Bradley Wiggins      | Sylvain Chavanel          | Bradley Wiggins    | Bradley Wiggins       | Discovery Channel      |
| 1re étape | Heinrich Haussler    | Bradley Wiggins      | Sylvain Chavanel          | Bradley Wiggins    | Tom Boonen            | Discovery Channel      |
| 2e étape  | Christophe Moreau    | Christophe Moreau    | Sylvain Chavanel          | Christophe Moreau  | Heinrich Haussler     | Astana                 |
| 3e étape  | Alexandre Vinokourov | Alexandre Vinokourov | Sylvain Chavanel          | Andrey Kashechkin  | Heinrich Haussler     | Astana                 |
| 4e étape  | Christophe Moreau    | Andrey Kashechkin    | Christophe Moreau         | Christophe Moreau  | Christophe Moreau     | Team CSC               |
| 5e étape  | Antonio Colom        | Andrey Kashechkin    | Christophe Moreau         | Christophe Moreau  | Christophe Moreau     | Discovery Channel      |
| 6e étape  | Maxim Iglinskiy      | Christophe Moreau    | Rémy Di Grégorio          | Christophe Moreau  | Christophe Moreau     | Discovery Channel      |
| 7e étape  | Alexandre Vinokourov | Christophe Moreau    | Rémy Di Grégorio          | Christophe Moreau  | Alexandre Vinokourov  | Astana                 |

## Liste des participants
| Discovery Channel DSC | Discovery Channel DSC  | Discovery Channel DSC |
| --------------------- | ---------------------- | --------------------- |
| Num                   | Coureur                | Pos                   |
| 1                     | Levi Leipheimer (USA)  | 24e                   |
| 2                     | Alberto Contador (ESP) | 6e                    |
| 3                     | Tom Danielson (USA)    | AB-1                  |
| 4                     | George Hincapie (USA)  | NP-6                  |
| 5                     | Egoi Martínez (ESP)    | 28e                   |
| 6                     | Benjamín Noval (ESP)   | 63e                   |
| 7                     | Sérgio Paulinho (POR)  | 40e                   |
| 8                     | Tomas Vaitkus (LTU)    | 85e                   |

| AG2R Prévoyance A2R | AG2R Prévoyance A2R     | AG2R Prévoyance A2R |
| ------------------- | ----------------------- | ------------------- |
| Num                 | Coureur                 | Pos                 |
| 11                  | Christophe Moreau (FRA) | 1er                 |
| 12                  | José Luis Arrieta (ESP) | 56e                 |
| 13                  | Sylvain Calzati (FRA)   | 32e                 |
| 14                  | Cyril Dessel (FRA)      | 81e                 |
| 15                  | Stéphane Goubert (FRA)  | 42e                 |
| 16                  | Julien Loubet (FRA)     | 96e                 |
| 17                  | Blaise Sonnery (FRA)    | 91e                 |
| 18                  | Ludovic Turpin (FRA)    | 18e                 |

| Gerolsteiner GST | Gerolsteiner GST        | Gerolsteiner GST |
| ---------------- | ----------------------- | ---------------- |
| Num              | Coureur                 | Pos              |
| 21               | Bernhard Kohl (AUT)     | 13e              |
| 22               | Markus Fothen (GER)     | 43e              |
| 23               | Heinrich Haussler (GER) | 70e              |
| 24               | Torsten Hiekmann (GER)  | 82e              |
| 25               | Ronny Scholz (GER)      | AB-6             |
| 26               | Tom Stamsnijder (NED)   | AB-6             |
| 27               | Fabian Wegmann (GER)    | 49e              |
| 28               | Peter Wrolich (AUT)     | 92e              |

| Rabobank RAB | Rabobank RAB           | Rabobank RAB |
| ------------ | ---------------------- | ------------ |
| Num          | Coureur                | Pos          |
| 31           | Denis Menchov (RUS)    | 4e           |
| 32           | Graeme Brown (AUS)     | NP-3         |
| 33           | Bram de Groot (NED)    | 87e          |
| 34           | Marc de Maar           | AB-1         |
| 35           | Theo Eltink (NED)      | NP-2         |
| 36           | Robert Gesink (NED)    | NP-5         |
| 37           | Grischa Niermann (GER) | 51e          |
| 38           | Pieter Weening (NED)   | 30e          |

| Caisse d'Épargne GCE | Caisse d'Épargne GCE             | Caisse d'Épargne GCE |
| -------------------- | -------------------------------- | -------------------- |
| Num                  | Coureur                          | Pos                  |
| 41                   | Alejandro Valverde (ESP)         | AB-5                 |
| 42                   | Florent Brard (FRA)              | 94e                  |
| 43                   | José Vicente García Acosta (ESP) | 84e                  |
| 44                   | Francisco Pérez Sánchez (ESP)    | AB-5                 |
| 45                   | Óscar Pereiro (ESP)              | 22e                  |
| 46                   | Nicolas Portal (FRA)             | AB-6                 |
| 47                   | Luis León Sánchez (ESP)          | 23e                  |
| 48                   | Xabier Zandio (ESP)              | 15e                  |

| Saunier Duval-Prodir SDV | Saunier Duval-Prodir SDV  | Saunier Duval-Prodir SDV |
| ------------------------ | ------------------------- | ------------------------ |
| Num                      | Coureur                   | Pos                      |
| 51                       | David Millar (GBR)        | 54e                      |
| 52                       | Raivis Belohvoščiks (LAT) | NP-5                     |
| 53                       | Iker Camaño (ESP)         | 60e                      |
| 54                       | Ángel Gómez (ESP)         | 52e                      |
| 55                       | Leonardo Piepoli (ITA)    | 11e                      |
| 56                       | Christophe Rinero (FRA)   | 36e                      |
| 57                       | Guido Trentin (ITA)       | 48e                      |
| 58                       | Remmert Wielinga (NED)    | AB-6                     |

| Crédit Agricole C.A | Crédit Agricole C.A       | Crédit Agricole C.A |
| ------------------- | ------------------------- | ------------------- |
| Num                 | Coureur                   | Pos                 |
| 61                  | Thor Hushovd (NOR)        | 90e                 |
| 62                  | Alexandre Botcharov (RUS) | 27e                 |
| 63                  | Anthony Charteau (FRA)    | 38e                 |
| 64                  | Christophe Edaleine (FRA) | 75e                 |
| 65                  | Dmitriy Fofonov (KAZ)     | 16e                 |
| 66                  | Mads Kaggestad (NOR)      | 79e                 |
| 67                  | Christophe Le Mével (FRA) | AB-4                |
| 68                  | Rémi Pauriol (FRA)        | AB-7                |

| Astana AST | Astana AST                 | Astana AST |
| ---------- | -------------------------- | ---------- |
| Num        | Coureur                    | Pos        |
| 71         | Alexandre Vinokourov (KAZ) | 20e        |
| 72         | Antonio Colom (ESP)        | 46e        |
| 73         | Maxim Iglinskiy (KAZ)      | 25e        |
| 74         | Sergueï Ivanov (RUS)       | 72e        |
| 75         | Andrey Kashechkin (KAZ)    | 3e         |
| 76         | Guennadi Mikhailov (RUS)   | 98e        |
| 77         | Steve Morabito (SUI)       | 100e       |
| 78         | José Antonio Redondo (ESP) | 31e        |

| Cofidis-Le Crédit par Téléphone COF | Cofidis-Le Crédit par Téléphone COF | Cofidis-Le Crédit par Téléphone COF |
| ----------------------------------- | ----------------------------------- | ----------------------------------- |
| Num                                 | Coureur                             | Pos                                 |
| 81                                  | Sylvain Chavanel (FRA)              | 10e                                 |
| 82                                  | Stéphane Augé (FRA)                 | 104e                                |
| 83                                  | Leonardo Duque (COL)                | 45e                                 |
| 84                                  | Geoffroy Lequatre (FRA)             | NP-6                                |
| 85                                  | Nick Nuyens (BEL)                   | 112e                                |
| 86                                  | Staf Scheirlinckx (BEL)             | 78e                                 |
| 87                                  | Rik Verbrugghe (BEL)                | 62e                                 |
| 88                                  | Bradley Wiggins (GBR)               | 95e                                 |

| Predictor-Lotto PRL | Predictor-Lotto PRL     | Predictor-Lotto PRL |
| ------------------- | ----------------------- | ------------------- |
| Num                 | Coureur                 | Pos                 |
| 91                  | Cadel Evans (AUS)       | 2e                  |
| 92                  | Christophe Brandt (BEL) | NP-3                |
| 93                  | Dominique Cornu (BEL)   | 80e                 |
| 94                  | Josep Jufré (ESP)       | 89e                 |
| 95                  | Björn Leukemans (BEL)   | 106e                |
| 96                  | Pieter Mertens (BEL)    | AB-7                |
| 97                  | Preben Van Hecke (BEL)  | 73e                 |
| 98                  | Johan Vansummeren (BEL) | 29e                 |

| CSC | CSC                         | CSC  |
| --- | --------------------------- | ---- |
| Num | Coureur                     | Pos  |
| 101 | David Zabriskie (USA)       | 5e   |
| 102 | Bobby Julich (USA)          | AB-5 |
| 103 | Íñigo Cuesta (ESP)          | 33e  |
| 104 | Volodymyr Gustov (UKR)      | 12e  |
| 105 | Marcus Ljungqvist (SWE)     | 93e  |
| 106 | Chris Anker Sørensen (DEN)  | AB-7 |
| 107 | Nicki Sørensen (DEN)        | 50e  |
| 108 | Christian Vande Velde (USA) | 67e  |

| La Française des jeux FDJ | La Française des jeux FDJ | La Française des jeux FDJ |
| ------------------------- | ------------------------- | ------------------------- |
| Num                       | Coureur                   | Pos                       |
| 111                       | Sébastien Joly (FRA)      | 64e                       |
| 112                       | Sandy Casar (FRA)         | 21e                       |
| 113                       | Sébastien Chavanel (FRA)  | 88e                       |
| 114                       | Mickaël Delage (FRA)      | 71e                       |
| 115                       | Rémy Di Grégorio (FRA)    | 17e                       |
| 116                       | Philippe Gilbert (BEL)    | 44e                       |
| 117                       | Matthieu Ladagnous (FRA)  | AB-7                      |
| 118                       | Jérémy Roy (FRA)          | AB-5                      |

| T-Mobile TMO | T-Mobile TMO          | T-Mobile TMO |
| ------------ | --------------------- | ------------ |
| Num          | Coureur               | Pos          |
| 121          | Servais Knaven (NED)  | NP-5         |
| 122          | Scott Davis (AUS)     | 53e          |
| 123          | Bert Grabsch (GER)    | NP-4         |
| 124          | André Greipel (GER)   | 101e         |
| 125          | André Korff (GER)     | AB-2         |
| 126          | František Raboň (CZE) | 41e          |
| 127          | Stephan Schreck (GER) | 86e          |

| Liquigas LIQ | Liquigas LIQ                | Liquigas LIQ |
| ------------ | --------------------------- | ------------ |
| Num          | Coureur                     | Pos          |
| 131          | Manuel Beltrán (ESP)        | 8e           |
| 132          | Magnus Bäckstedt (SWE)      | 114e         |
| 133          | Mauro Da Dalto (ITA)        | 76e          |
| 134          | Aliaksandr Kuschynski (BLR) | 35e          |
| 135          | Matej Mugerli (SLO)         | 68e          |
| 136          | Roberto Petito (ITA)        | AB-2         |
| 137          | Manuel Quinziato (ITA)      | 66e          |
| 138          | Frederik Willems (BEL)      | 65e          |

| Euskaltel-Euskadi EUS | Euskaltel-Euskadi EUS | Euskaltel-Euskadi EUS |
| --------------------- | --------------------- | --------------------- |
| Num                   | Coureur               | Pos                   |
| 141                   | Íñigo Landaluze (ESP) | 58e                   |
| 142                   | Igor Antón (ESP)      | 37e                   |
| 143                   | Mikel Astarloza (ESP) | 7e                    |
| 144                   | Jorge Azanza (ESP)    | 109e                  |
| 145                   | Rubén Pérez (ESP)     | 74e                   |
| 146                   | Unai Uribarri (ESP)   | 102e                  |
| 147                   | Gorka Verdugo (ESP)   | 55e                   |
| 148                   | Haimar Zubeldia (ESP) | 19e                   |

| Quick Step-Innergetic QSI | Quick Step-Innergetic QSI | Quick Step-Innergetic QSI |
| ------------------------- | ------------------------- | ------------------------- |
| Num                       | Coureur                   | Pos                       |
| 151                       | Tom Boonen (BEL)          | AB-7                      |
| 152                       | Steven de Jongh (NED)     | 105e                      |
| 153                       | Dmytro Grabovskyy (UKR)   | 97e                       |
| 154                       | Kevin Hulsmans (BEL)      | AB-6                      |
| 155                       | Kevin Seeldraeyers (BEL)  | 26e                       |
| 156                       | Gert Steegmans (BEL)      | 111e                      |
| 157                       | Kevin Van Impe (BEL)      | AB-7                      |
| 158                       | Cédric Vasseur (FRA)      | 59e                       |

| Lampre-Fondital LAM | Lampre-Fondital LAM     | Lampre-Fondital LAM |
| ------------------- | ----------------------- | ------------------- |
| Num                 | Coureur                 | Pos                 |
| 161                 | Tadej Valjavec (SLO)    | 9e                  |
| 162                 | Jaime Castañeda (COL)   | NP-3                |
| 163                 | Enrico Franzoi (ITA)    | 103e                |
| 164                 | Massimiliano Mori (ITA) | AB-2                |
| 165                 | Morris Possoni (ITA)    | 69e                 |
| 166                 | Sylwester Szmyd (POL)   | AB-7                |

| Bouygues Telecom BTL | Bouygues Telecom BTL   | Bouygues Telecom BTL |
| -------------------- | ---------------------- | -------------------- |
| Num                  | Coureur                | Pos                  |
| 171                  | Pierrick Fédrigo (FRA) | 14e                  |
| 172                  | Stef Clement (NED)     | 61e                  |
| 173                  | Andy Flickinger (FRA)  | 107e                 |
| 174                  | Anthony Geslin (FRA)   | 83e                  |
| 175                  | Laurent Lefèvre (FRA)  | 57e                  |
| 176                  | Jérôme Pineau (FRA)    | 47e                  |
| 177                  | Johann Tschopp (SUI)   | NP-6                 |
| 178                  | Thomas Voeckler (FRA)  | 39e                  |

| Team Milram MRM | Team Milram MRM          | Team Milram MRM |
| --------------- | ------------------------ | --------------- |
| Num             | Coureur                  | Pos             |
| 181             | Igor Astarloa (ESP)      | NP-1            |
| 182             | Volodymyr Dyudya (UKR)   | 113e            |
| 183             | Andriy Grivko (UKR)      | 77e             |
| 184             | Matej Jurčo (SVK)        | 34e             |
| 185             | Fabio Sacchi (ITA)       | 108e            |
| 186             | Carlo Scognamiglio (ITA) | AB-6            |
| 187             | Marcel Sieberg (GER)     | 99e             |
| 188             | Sebastian Siedler (GER)  | 110e            |

| Discovery Channel DSC | Discovery Channel DSC  | Discovery Channel DSC |
| --------------------- | ---------------------- | --------------------- |
| Num                   | Coureur                | Pos                   |
| 1                     | Levi Leipheimer (USA)  | 24e                   |
| 2                     | Alberto Contador (ESP) | 6e                    |
| 3                     | Tom Danielson (USA)    | AB-1                  |
| 4                     | George Hincapie (USA)  | NP-6                  |
| 5                     | Egoi Martínez (ESP)    | 28e                   |
| 6                     | Benjamín Noval (ESP)   | 63e                   |
| 7                     | Sérgio Paulinho (POR)  | 40e                   |
| 8                     | Tomas Vaitkus (LTU)    | 85e                   |

| AG2R Prévoyance A2R | AG2R Prévoyance A2R     | AG2R Prévoyance A2R |
| ------------------- | ----------------------- | ------------------- |
| Num                 | Coureur                 | Pos                 |
| 11                  | Christophe Moreau (FRA) | 1er                 |
| 12                  | José Luis Arrieta (ESP) | 56e                 |
| 13                  | Sylvain Calzati (FRA)   | 32e                 |
| 14                  | Cyril Dessel (FRA)      | 81e                 |
| 15                  | Stéphane Goubert (FRA)  | 42e                 |
| 16                  | Julien Loubet (FRA)     | 96e                 |
| 17                  | Blaise Sonnery (FRA)    | 91e                 |
| 18                  | Ludovic Turpin (FRA)    | 18e                 |

| Gerolsteiner GST | Gerolsteiner GST        | Gerolsteiner GST |
| ---------------- | ----------------------- | ---------------- |
| Num              | Coureur                 | Pos              |
| 21               | Bernhard Kohl (AUT)     | 13e              |
| 22               | Markus Fothen (GER)     | 43e              |
| 23               | Heinrich Haussler (GER) | 70e              |
| 24               | Torsten Hiekmann (GER)  | 82e              |
| 25               | Ronny Scholz (GER)      | AB-6             |
| 26               | Tom Stamsnijder (NED)   | AB-6             |
| 27               | Fabian Wegmann (GER)    | 49e              |
| 28               | Peter Wrolich (AUT)     | 92e              |

| Rabobank RAB | Rabobank RAB           | Rabobank RAB |
| ------------ | ---------------------- | ------------ |
| Num          | Coureur                | Pos          |
| 31           | Denis Menchov (RUS)    | 4e           |
| 32           | Graeme Brown (AUS)     | NP-3         |
| 33           | Bram de Groot (NED)    | 87e          |
| 34           | Marc de Maar           | AB-1         |
| 35           | Theo Eltink (NED)      | NP-2         |
| 36           | Robert Gesink (NED)    | NP-5         |
| 37           | Grischa Niermann (GER) | 51e          |
| 38           | Pieter Weening (NED)   | 30e          |

| Caisse d'Épargne GCE | Caisse d'Épargne GCE             | Caisse d'Épargne GCE |
| -------------------- | -------------------------------- | -------------------- |
| Num                  | Coureur                          | Pos                  |
| 41                   | Alejandro Valverde (ESP)         | AB-5                 |
| 42                   | Florent Brard (FRA)              | 94e                  |
| 43                   | José Vicente García Acosta (ESP) | 84e                  |
| 44                   | Francisco Pérez Sánchez (ESP)    | AB-5                 |
| 45                   | Óscar Pereiro (ESP)              | 22e                  |
| 46                   | Nicolas Portal (FRA)             | AB-6                 |
| 47                   | Luis León Sánchez (ESP)          | 23e                  |
| 48                   | Xabier Zandio (ESP)              | 15e                  |

| Saunier Duval-Prodir SDV | Saunier Duval-Prodir SDV  | Saunier Duval-Prodir SDV |
| ------------------------ | ------------------------- | ------------------------ |
| Num                      | Coureur                   | Pos                      |
| 51                       | David Millar (GBR)        | 54e                      |
| 52                       | Raivis Belohvoščiks (LAT) | NP-5                     |
| 53                       | Iker Camaño (ESP)         | 60e                      |
| 54                       | Ángel Gómez (ESP)         | 52e                      |
| 55                       | Leonardo Piepoli (ITA)    | 11e                      |
| 56                       | Christophe Rinero (FRA)   | 36e                      |
| 57                       | Guido Trentin (ITA)       | 48e                      |
| 58                       | Remmert Wielinga (NED)    | AB-6                     |

| Crédit Agricole C.A | Crédit Agricole C.A       | Crédit Agricole C.A |
| ------------------- | ------------------------- | ------------------- |
| Num                 | Coureur                   | Pos                 |
| 61                  | Thor Hushovd (NOR)        | 90e                 |
| 62                  | Alexandre Botcharov (RUS) | 27e                 |
| 63                  | Anthony Charteau (FRA)    | 38e                 |
| 64                  | Christophe Edaleine (FRA) | 75e                 |
| 65                  | Dmitriy Fofonov (KAZ)     | 16e                 |
| 66                  | Mads Kaggestad (NOR)      | 79e                 |
| 67                  | Christophe Le Mével (FRA) | AB-4                |
| 68                  | Rémi Pauriol (FRA)        | AB-7                |

| Astana AST | Astana AST                 | Astana AST |
| ---------- | -------------------------- | ---------- |
| Num        | Coureur                    | Pos        |
| 71         | Alexandre Vinokourov (KAZ) | 20e        |
| 72         | Antonio Colom (ESP)        | 46e        |
| 73         | Maxim Iglinskiy (KAZ)      | 25e        |
| 74         | Sergueï Ivanov (RUS)       | 72e        |
| 75         | Andrey Kashechkin (KAZ)    | 3e         |
| 76         | Guennadi Mikhailov (RUS)   | 98e        |
| 77         | Steve Morabito (SUI)       | 100e       |
| 78         | José Antonio Redondo (ESP) | 31e        |

| Cofidis-Le Crédit par Téléphone COF | Cofidis-Le Crédit par Téléphone COF | Cofidis-Le Crédit par Téléphone COF |
| ----------------------------------- | ----------------------------------- | ----------------------------------- |
| Num                                 | Coureur                             | Pos                                 |
| 81                                  | Sylvain Chavanel (FRA)              | 10e                                 |
| 82                                  | Stéphane Augé (FRA)                 | 104e                                |
| 83                                  | Leonardo Duque (COL)                | 45e                                 |
| 84                                  | Geoffroy Lequatre (FRA)             | NP-6                                |
| 85                                  | Nick Nuyens (BEL)                   | 112e                                |
| 86                                  | Staf Scheirlinckx (BEL)             | 78e                                 |
| 87                                  | Rik Verbrugghe (BEL)                | 62e                                 |
| 88                                  | Bradley Wiggins (GBR)               | 95e                                 |

| Predictor-Lotto PRL | Predictor-Lotto PRL     | Predictor-Lotto PRL |
| ------------------- | ----------------------- | ------------------- |
| Num                 | Coureur                 | Pos                 |
| 91                  | Cadel Evans (AUS)       | 2e                  |
| 92                  | Christophe Brandt (BEL) | NP-3                |
| 93                  | Dominique Cornu (BEL)   | 80e                 |
| 94                  | Josep Jufré (ESP)       | 89e                 |
| 95                  | Björn Leukemans (BEL)   | 106e                |
| 96                  | Pieter Mertens (BEL)    | AB-7                |
| 97                  | Preben Van Hecke (BEL)  | 73e                 |
| 98                  | Johan Vansummeren (BEL) | 29e                 |

| CSC | CSC                         | CSC  |
| --- | --------------------------- | ---- |
| Num | Coureur                     | Pos  |
| 101 | David Zabriskie (USA)       | 5e   |
| 102 | Bobby Julich (USA)          | AB-5 |
| 103 | Íñigo Cuesta (ESP)          | 33e  |
| 104 | Volodymyr Gustov (UKR)      | 12e  |
| 105 | Marcus Ljungqvist (SWE)     | 93e  |
| 106 | Chris Anker Sørensen (DEN)  | AB-7 |
| 107 | Nicki Sørensen (DEN)        | 50e  |
| 108 | Christian Vande Velde (USA) | 67e  |

| La Française des jeux FDJ | La Française des jeux FDJ | La Française des jeux FDJ |
| ------------------------- | ------------------------- | ------------------------- |
| Num                       | Coureur                   | Pos                       |
| 111                       | Sébastien Joly (FRA)      | 64e                       |
| 112                       | Sandy Casar (FRA)         | 21e                       |
| 113                       | Sébastien Chavanel (FRA)  | 88e                       |
| 114                       | Mickaël Delage (FRA)      | 71e                       |
| 115                       | Rémy Di Grégorio (FRA)    | 17e                       |
| 116                       | Philippe Gilbert (BEL)    | 44e                       |
| 117                       | Matthieu Ladagnous (FRA)  | AB-7                      |
| 118                       | Jérémy Roy (FRA)          | AB-5                      |

| T-Mobile TMO | T-Mobile TMO          | T-Mobile TMO |
| ------------ | --------------------- | ------------ |
| Num          | Coureur               | Pos          |
| 121          | Servais Knaven (NED)  | NP-5         |
| 122          | Scott Davis (AUS)     | 53e          |
| 123          | Bert Grabsch (GER)    | NP-4         |
| 124          | André Greipel (GER)   | 101e         |
| 125          | André Korff (GER)     | AB-2         |
| 126          | František Raboň (CZE) | 41e          |
| 127          | Stephan Schreck (GER) | 86e          |

| Liquigas LIQ | Liquigas LIQ                | Liquigas LIQ |
| ------------ | --------------------------- | ------------ |
| Num          | Coureur                     | Pos          |
| 131          | Manuel Beltrán (ESP)        | 8e           |
| 132          | Magnus Bäckstedt (SWE)      | 114e         |
| 133          | Mauro Da Dalto (ITA)        | 76e          |
| 134          | Aliaksandr Kuschynski (BLR) | 35e          |
| 135          | Matej Mugerli (SLO)         | 68e          |
| 136          | Roberto Petito (ITA)        | AB-2         |
| 137          | Manuel Quinziato (ITA)      | 66e          |
| 138          | Frederik Willems (BEL)      | 65e          |

| Euskaltel-Euskadi EUS | Euskaltel-Euskadi EUS | Euskaltel-Euskadi EUS |
| --------------------- | --------------------- | --------------------- |
| Num                   | Coureur               | Pos                   |
| 141                   | Íñigo Landaluze (ESP) | 58e                   |
| 142                   | Igor Antón (ESP)      | 37e                   |
| 143                   | Mikel Astarloza (ESP) | 7e                    |
| 144                   | Jorge Azanza (ESP)    | 109e                  |
| 145                   | Rubén Pérez (ESP)     | 74e                   |
| 146                   | Unai Uribarri (ESP)   | 102e                  |
| 147                   | Gorka Verdugo (ESP)   | 55e                   |
| 148                   | Haimar Zubeldia (ESP) | 19e                   |

| Quick Step-Innergetic QSI | Quick Step-Innergetic QSI | Quick Step-Innergetic QSI |
| ------------------------- | ------------------------- | ------------------------- |
| Num                       | Coureur                   | Pos                       |
| 151                       | Tom Boonen (BEL)          | AB-7                      |
| 152                       | Steven de Jongh (NED)     | 105e                      |
| 153                       | Dmytro Grabovskyy (UKR)   | 97e                       |
| 154                       | Kevin Hulsmans (BEL)      | AB-6                      |
| 155                       | Kevin Seeldraeyers (BEL)  | 26e                       |
| 156                       | Gert Steegmans (BEL)      | 111e                      |
| 157                       | Kevin Van Impe (BEL)      | AB-7                      |
| 158                       | Cédric Vasseur (FRA)      | 59e                       |

| Lampre-Fondital LAM | Lampre-Fondital LAM     | Lampre-Fondital LAM |
| ------------------- | ----------------------- | ------------------- |
| Num                 | Coureur                 | Pos                 |
| 161                 | Tadej Valjavec (SLO)    | 9e                  |
| 162                 | Jaime Castañeda (COL)   | NP-3                |
| 163                 | Enrico Franzoi (ITA)    | 103e                |
| 164                 | Massimiliano Mori (ITA) | AB-2                |
| 165                 | Morris Possoni (ITA)    | 69e                 |
| 166                 | Sylwester Szmyd (POL)   | AB-7                |

| Bouygues Telecom BTL | Bouygues Telecom BTL   | Bouygues Telecom BTL |
| -------------------- | ---------------------- | -------------------- |
| Num                  | Coureur                | Pos                  |
| 171                  | Pierrick Fédrigo (FRA) | 14e                  |
| 172                  | Stef Clement (NED)     | 61e                  |
| 173                  | Andy Flickinger (FRA)  | 107e                 |
| 174                  | Anthony Geslin (FRA)   | 83e                  |
| 175                  | Laurent Lefèvre (FRA)  | 57e                  |
| 176                  | Jérôme Pineau (FRA)    | 47e                  |
| 177                  | Johann Tschopp (SUI)   | NP-6                 |
| 178                  | Thomas Voeckler (FRA)  | 39e                  |

| Team Milram MRM | Team Milram MRM          | Team Milram MRM |
| --------------- | ------------------------ | --------------- |
| Num             | Coureur                  | Pos             |
| 181             | Igor Astarloa (ESP)      | NP-1            |
| 182             | Volodymyr Dyudya (UKR)   | 113e            |
| 183             | Andriy Grivko (UKR)      | 77e             |
| 184             | Matej Jurčo (SVK)        | 34e             |
| 185             | Fabio Sacchi (ITA)       | 108e            |
| 186             | Carlo Scognamiglio (ITA) | AB-6            |
| 187             | Marcel Sieberg (GER)     | 99e             |
| 188             | Sebastian Siedler (GER)  | 110e            |